# Moad Zahafi
Moad Zahafi (* 9. Mai 1998 in Casablanca) ist ein marokkanischer Mittelstreckenläufer, der sich auf den 800-Meter-Lauf spezialisiert hat.

## Sportliche Laufbahn
Erste Erfahrungen bei internationalen Meisterschaften sammelte Moad Zahafi bei der Sommer-Universiade 2019 in Neapel, bei der er in 1:47,64 min die Silbermedaille hinter dem Algerier Mohamed Belbachir gewann. Anschließend erreichte er bei den Afrikaspielen in Rabat das Halbfinale, in dem er mit 1:49,18 min ausschied. Zudem qualifizierte er sich für die Weltmeisterschaften in Doha, bei denen er mit 1:46,56 min in der ersten Runde ausschied. 2021 begann er ein Studium an der Texas Tech University in den Vereinigten Staaten und wurde 2022 NCAA-Collegemeister über 800 Meter. Anschließend erreichte er bei den Weltmeisterschaften in Eugene das Halbfinale und schied dort mit 1:46,35 min aus. 2015 kam er bei den Hallenweltmeisterschaften in Nanjing mit 1:48,38 min nicht über die Vorrunde hinaus.
In den Jahren 2019 und 2024 wurde Zahafi marokkanischer Meister im 800-Meter-Lauf.

## Persönliche Bestzeiten
- 800 Meter: 1:43,69 min, 16. April 2022 in Gainesville
  - 800 Meter (Halle): 1:45,76 min, 14. Februar 2025 in Lubbock